# Bahnhof Gliwice

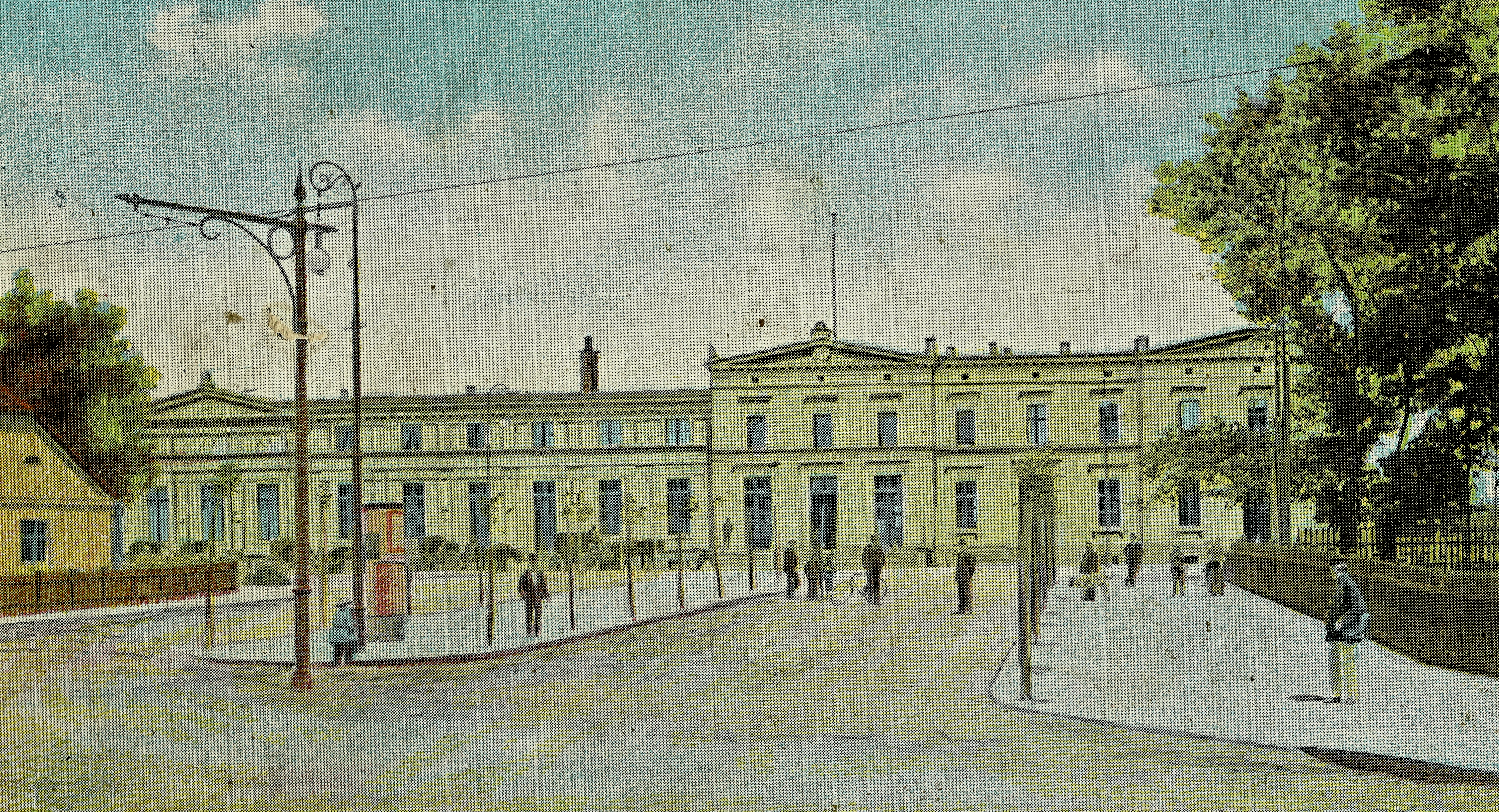
Der alte Bahnhof von Gleiwitz auf einer Postkarte (gelaufen 1908)

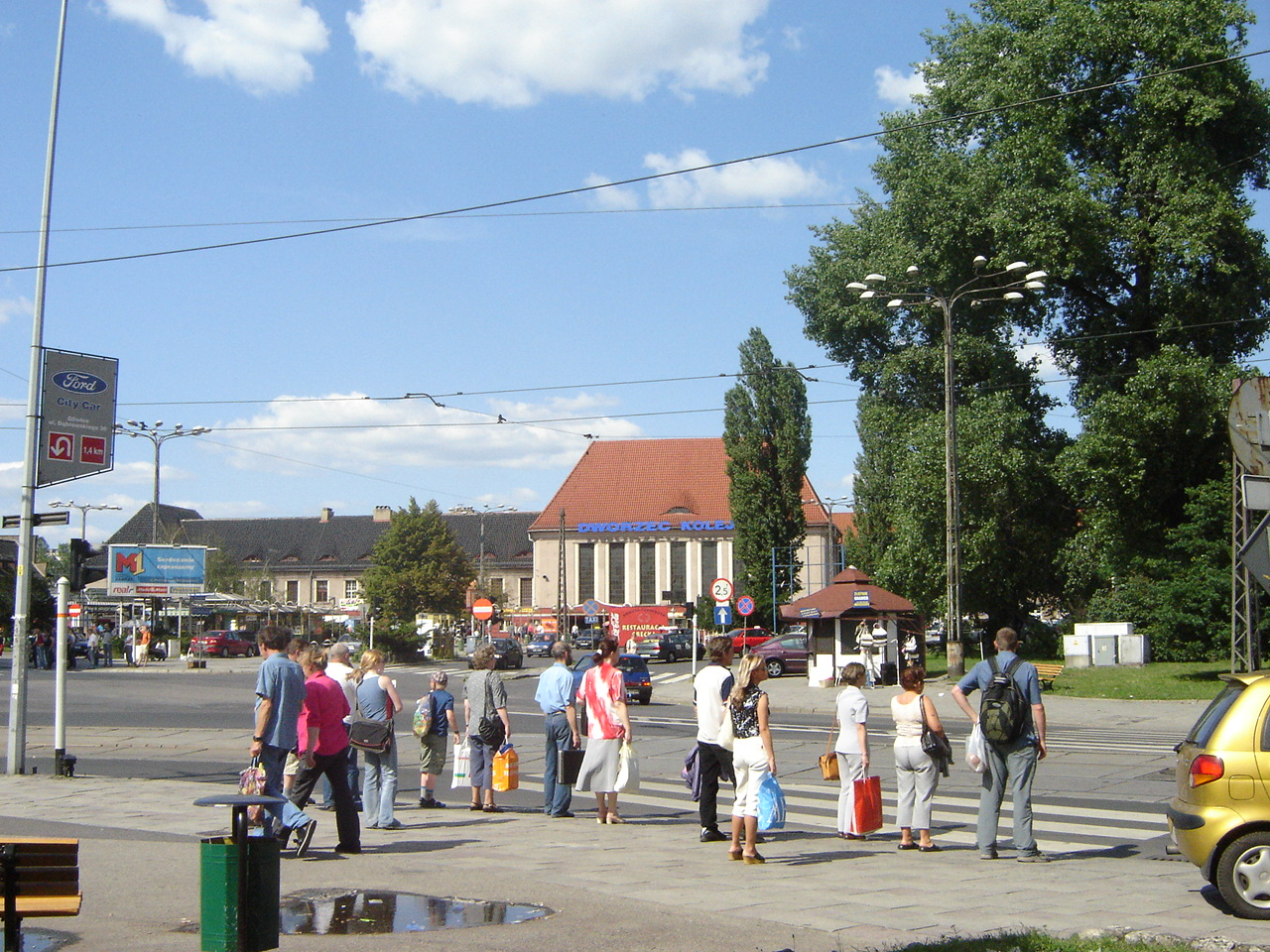
Der Bahnhof von der Zwycięstwa aus

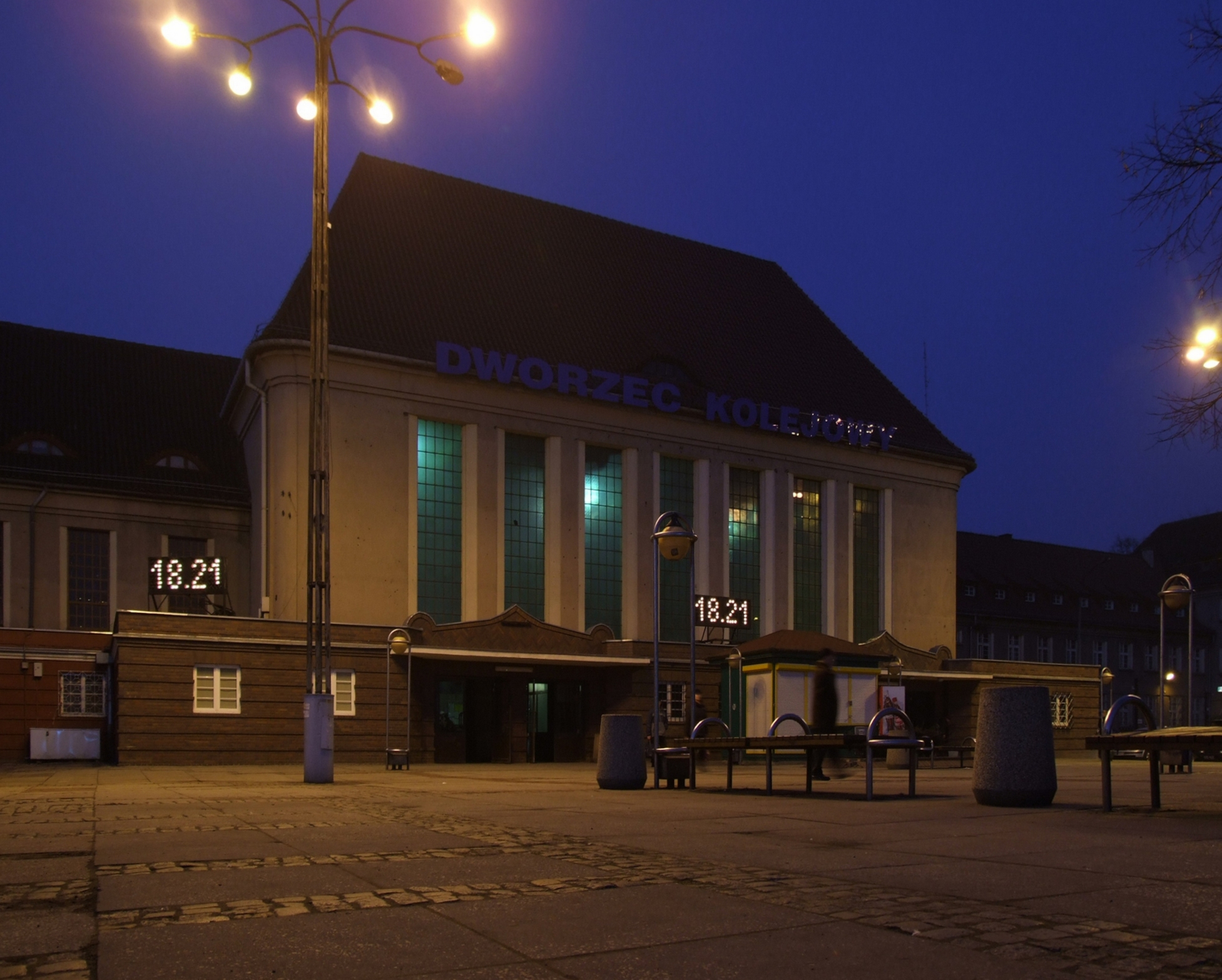
Der Bahnhof bei Nacht

Der Bahnhof Gliwice ist einer der größten Bahnhöfe im Oberschlesischen Industriegebiet. Das Bahnhofsgebäude ist ein moderner Bau aus den 1920er Jahren am Ende der Ulica Zwycięstwa (der ehemaligen Wilhelmstraße).

## Geschichte
Gleiwitz wurde 1845 mit der Strecke Oppeln–Kattowitz an das Eisenbahnnetz angeschlossen.
In den 1920er Jahren wurde südöstlich des alten Bahnhofs ein neues Bahnhofsgebäude errichtet. Durch seine Verlagerung in Richtung Südosten bildete der Bahnhof den optischen und räumlichen Abschluss der früheren Wilhelmstraße. Nach dessen Fertigstellung 1925 wurde das alte Bahnhofsgebäude abgerissen, um die Gleistrasse zu erweitern.
Entworfen wurde der Personenbahnhof von Regierungs- und Baurat Wilhelm Grossart aus Oppeln. Die große Zentralhalle ist 11 Meter hoch. Die Empfangshalle ist ebenso 11 Meter hoch und 370 m² groß. Daran schlossen sich Gänge zu den Wartsälen und zu den Zügen an. Der Bau trug ein bemerkenswert großes Dach.
Die Gleise wurden im Bereich des Bahnhofs um 3,5 Meter erhöht. Dadurch erreichte man, dass die Unterführung ebenerdig war und man nur Treppen nutzen musste, wenn man zu den Bahnsteigen gelangen wollte.
Zur Bebauung der Bahnhofsumgebung, die bereits in den 20ern geplant wurde, kam es nicht mehr. Dazu gehörte u. a. der Bau eines Hotels und einer weiteren Post, sodass die Umgebung des Bahnhofsplatzes bis heute unbebaut ist.